# Afrička divlja mačka
Afrička divlja mačka (lat. Felis silvestris lybica) je zbirni naziv za podvrste divlje mačke iz porodice mačaka koje žive u Africi. Danas se smatra, da se s velikom vjerojatnoćom može reći da je ona jedini predak današnje domaće mačke.
Postoji devet podvrsta divljih mačaka koje odgovaraju tipu falb mačke. Neke od njih su:
- Felis silvestris lybica, Afrika, sjeverno od Sahare
- Felis silvestris brockmani, istočnoafričke savane
- Felis silvestris cafra, južna Afrika
- Felis silvestris sarda, Sicilija, Sardinija

## Osobine
Afrička divlja mačka svojim izgledom jako podsjeća na domaću (kratkodlaku) mačku. Dlaka joj je boje pijeska i vitka je. Od glave do početka repa dugačka je oko 50 cm, a rep ima oko 25 cm. U pravilu je teška oko 5-6 kg, ali može doseći i do 8 kg.

## Rasprostranjenost
Osim u pustinjskim predjelima, afrička divlja mačka naseljava sva područja Afrike, a osim toga i talijanske otoke Siciliju i Sardiniju. Žive u vrlo različitim životnim okolinama, od polupustinja preko savane pa sve do tropskih kišnih šuma. Od poznatih devet podvrsta afričke divlje mačke, njih čak pet žive u tropskim kišnim šumama zapadne i središnje Afrike, ali su upravo radi toga puno manje istražene i poznate od podvrsta čije su životne okoline na "otvorenom".

## Prehrana
Ove mačke se prije svega hrane s malim glodavcima, ali jedu i manje ptice, vodozemce, a ponekad i pauke pa čak i škorpione.

## Značenje, povijest, kultura
Novija istraživanja smatraju, da je afrička divlja mačka udomaćena vjerojatno u Mezopotamiji već prije oko 8.000 godina (6000 pr. Kr.)
Falb mačka je navedena u Washingtonskom sporazumu o zaštiti životina u prilogu B. Time je trgovina ovom mačjom vrstom strogo ograničena. Najveća opasnost za ovu vrstu nije, kao kod drugih vrsta, čovjek ili smanjivanje njenog prirodnog okoliša, nego mogućnost parenja s domaćom mačkom, koje je više nego često.

## Vanjske poveznice
Ostali projekti
|  | Zajednički poslužitelj ima još gradiva o temi Afrička divlja mačka |
|  | Wikivrste imaju podatke o taksonu Afrička divlja mačka             |